# David Bissett

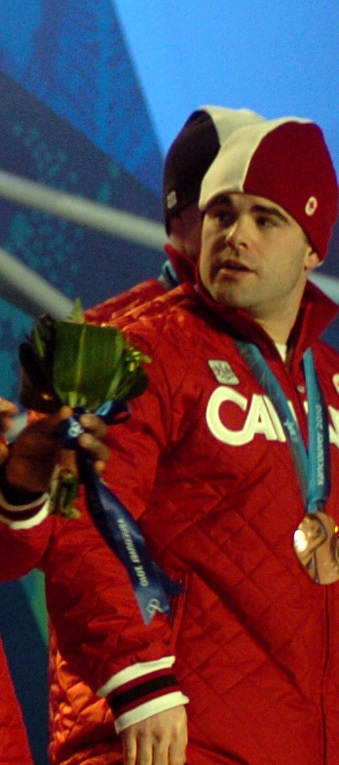
David Bissett bei den Olympischen Winterspielen 2010

David Bissett (* 26. September 1979 in Edmonton, Alberta) ist ein kanadischer Bobfahrer.
David Bissett, eigentlich Runningback im Canadian-Football-Team der University of Alberta, kam erst Mitte November 2005 zum Bobsport. Schon drei Monate später trat er sowohl im Zweier- (11.) als auch im Viererbob (18.) von Pilot Serge Despres bei den Olympischen Spielen von Turin an. Vor den Spielen bestritt er nur fünf Weltcuprennen, alle im Januar 2006. Zur Saison 2006/07 wechselte er in den Bob von Weltklasse-Pilot Pierre Lueders. In der Saison belegte er in keinem Weltcuprennen mit seiner Teilnahme eine schlechtere Platzierung als den sechsten Rang. In Königssee gewann er in Lueder's Viererbob zum ersten Mal einen Weltcup. Im Gesamtweltcup belegte er mit Lueders den zweiten Platz im Zweier- sowie den dritten Rang im Viererbob. Bei der Bob-Weltmeisterschaft 2007 in St. Moritz wurde das Doppel Siebter im Viererbob, im Zweier gewann das Lueders-Team die Silbermedaille.